# Melissa Rangel
Melissa Rangel, född 16 oktober 1994, är en colombiansk volleybollspelare (center).
Rangel spelar med Colombias landslag och har med dem tagit silver vid sydamerikanska mästerskapen 2019 och 2021. Hon spelade också i VM 2022. Hon har spelat med klubbar i Colombia, Peru, Spanien, Brasilien och Portugal. I Spanien vann hon både ligan och cupen två gånger med CV Logroño.